# Фракія (римська провінція)

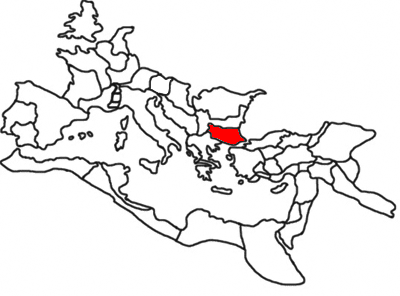
Римська провінція Фракиія бл. 120 р.

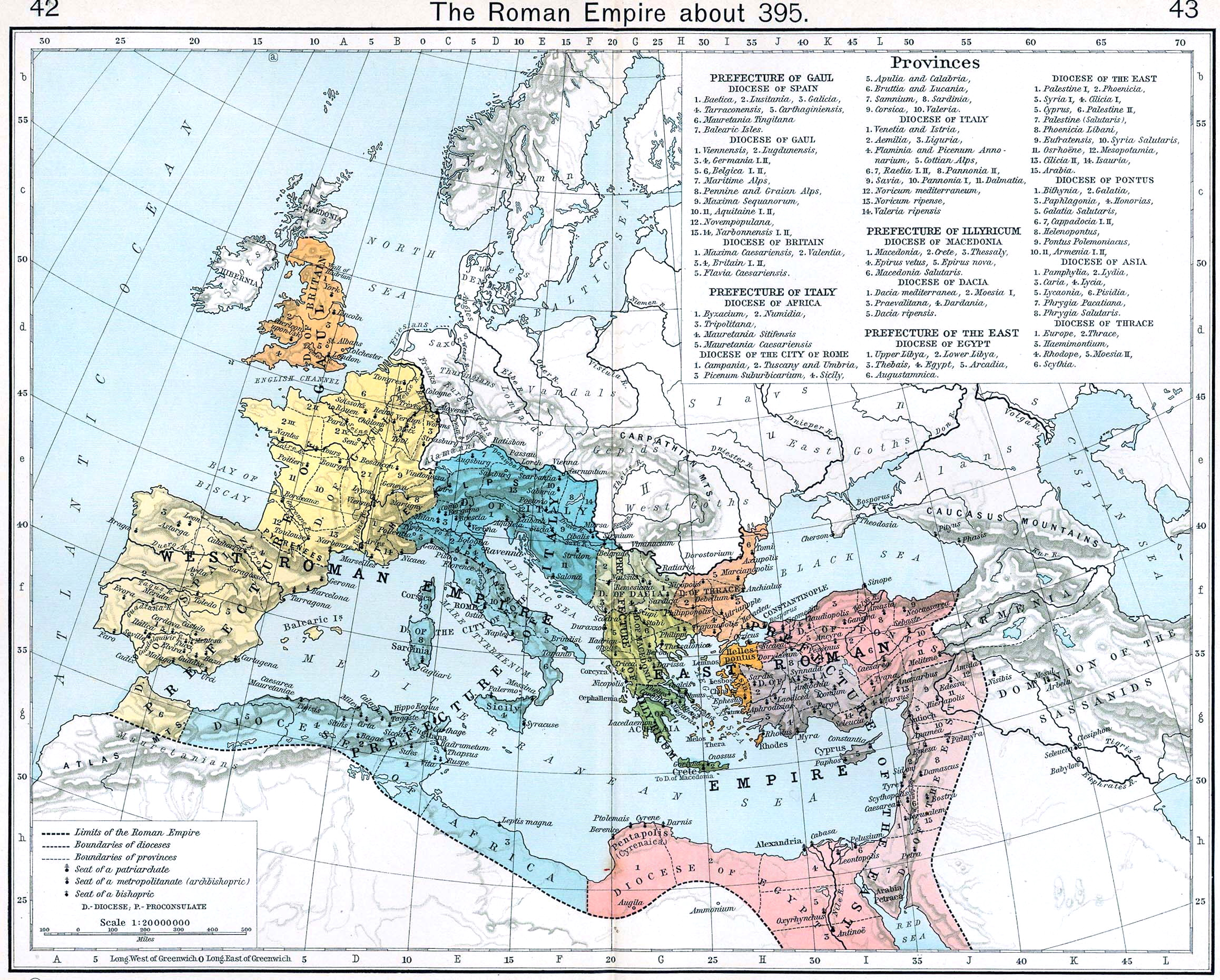
Ромейська імперія, 395 р.

42°30′ пн. ш. 22°30′ сх. д. / 42.5° пн. ш. 22.5° сх. д.
Фракія або Тракія (грец. Θρᾴκη, лат. Thracia або Threcia) — діоцез (провінція) Римської імперії, утворена у 46 р. н. е. за наказом імператора Клавдія з центром у м. Перинф. Провінція займала територію сучасної Болгарії, Сербії, Греції та Туреччини. Основними містами був Філіппополь, Гераклея Перінта, Севтополь, Ульпія Августа Траяна, Нікополь, Діоклетіанополь.
Також — римська провінція Європа.
Після адміністративної реформи Діоклетіана (правив у 284—305), територія Фракії була розділена на райони — Фракію (Thrace), Гемімонтус (Haemimontium), Родопи, Європа, Мезія Нижня (Moesia), Скитія (Scythia). Вони належали до діоцезії Фракія, що у свою чергу, були частиною префектури Схід Східної Римської імперії.
Після поділу Імперії в 395 році провінція відійшла до Візантійської імперії, поки в кінці VII століття не була захоплена булгарами після битви при Онгале у 680 році і утворення Першого Болгарського царства.

## Римське керівництво
- Публій Ювенцій Цельс Молодший (109—112)
- Тит Статілій Максим Север Адріан (112—114)
- Квінт Тіней Руф (124—126)
- Гай Фабій Агріппін (143—146)
- Гай Юлій Комод Орфітіан (152—155)
- Луцій Пуллієн Гаргілій Антик (158—161)
- Гай Пантулей Граптіак (172—174)
- Аселій Еміліан (174—177)
- Цецилій Матерн (186—187)
- Тит Статілій Барбар (196—198)
- Луцій Катій Целер (між 238 й 241)